# Écomusée
Ne doit pas être confondu avec Économusée.

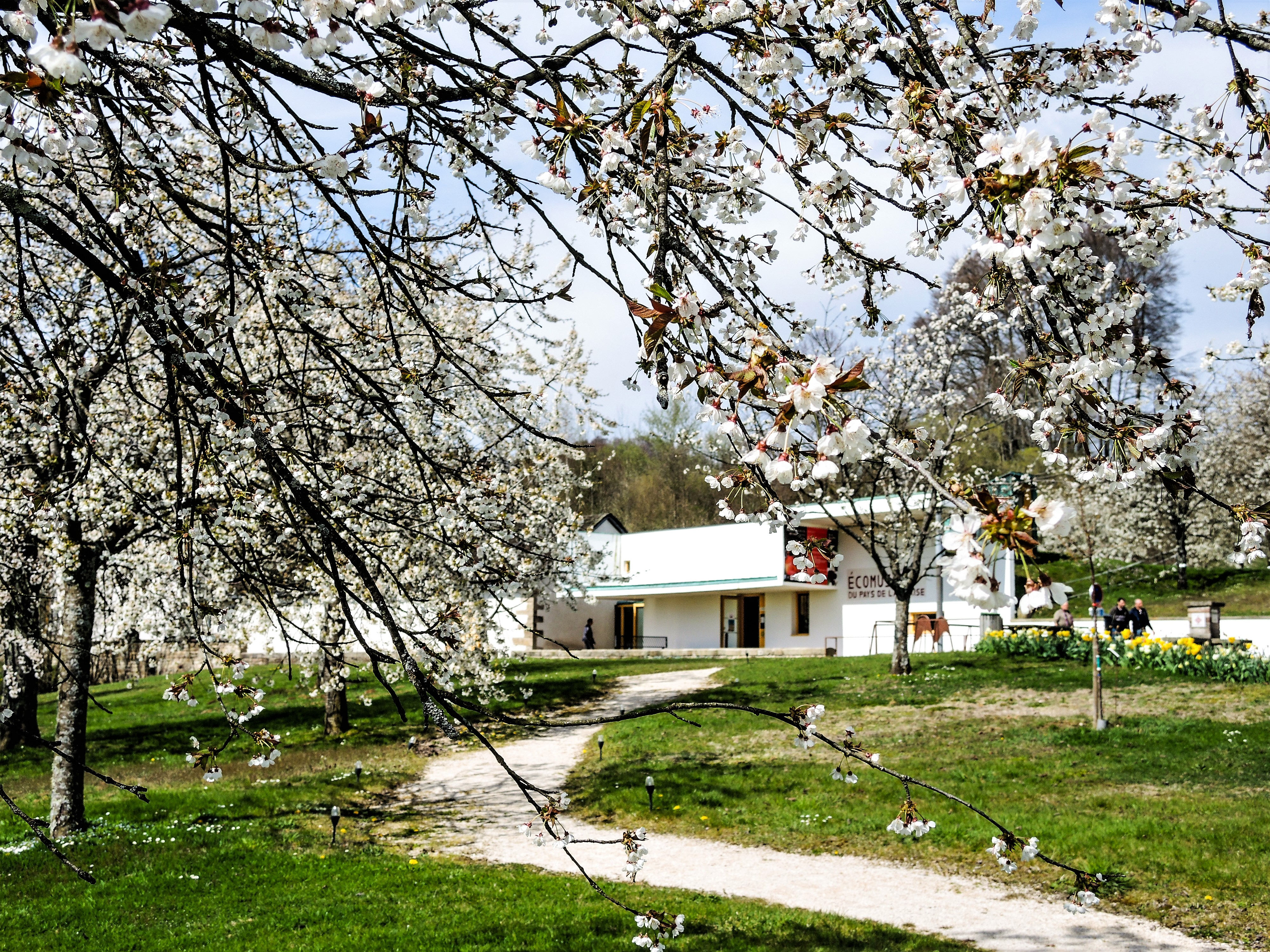
Écomusée du pays de la cerise, située à Fougerolles-Saint-Valbert (Haute Saône).

Un écomusée est une institution culturelle permettant la recherche, la présentation, la conservation et la mise en valeur d'un ensemble de biens naturels et culturels sur un territoire.
Ces biens sont représentatifs d'un milieu et des modes de vie qui lui sont rattachés.

## Rôle et objectifs
Le rôle d'un écomusée est de valoriser le patrimoine matériel (outils, habitat, etc.) et immatériel (savoir-faire, métiers) d'un territoire et d'une population.
C'est un espace public qui réunit des hommes et des femmes autour de projets communs construits et mis en œuvre par des agents et des acteurs, avec le soutien actif des élus.
Ces projets prennent appui sur les patrimoines naturels, culturels, matériels et immatériels pour développer le territoire et ses activités. Ils permettent au départ de maintenir ou générer du lien entre les populations, comme de collecter, de conserver et de partager les patrimoines. Ils requièrent des moyens humains, matériels et financiers, et peuvent prendre des formes multiples : des activités de recherche et de médiation, de communication ou de diffusion jusqu'à des réalisations économiques.
L’écomusée est un processus en perpétuelle évolution. Les humains comme les projets peuvent changer en fonction du territoire.

## Histoire

### L’origine en France
L’apparition des écomusées en France est liée aux transformations de la société dans les années 1960-1970. Dans cette période, naît une volonté de renouveler le musée et de redéfinir son rapport avec les publics.
Une approche émerge : représenter l’Homme dans son milieu, qu’il soit naturel, industriel ou urbain, en croisant le temps et l’espace et en adoptant un point de vue interdisciplinaire.

« Les écomusées ont pour but de préserver ou de reconstituer sur les lieux mêmes des bâtiments, des types d'activités dont le passage du temps nous a coupés depuis un ou deux siècles, parfois à peine quelques décennies »

— Claude Lévi-Strauss, Territoires de la mémoire (1992)
L'idée est lancée au début des années 1950 par le muséologue Georges Henri Rivière, directeur du Conseil international des musées (ICOM) : l'écomusée est expérimenté, à partir de 1968, dans les parcs naturels régionaux, sous l'impulsion du nouveau directeur de l'ICOM, Hugues de Varine, puis en 1971 au Creusot ; elle devient un phénomène culturel d'ampleur nationale,.
La définition de l'écomusée est établie par le Conseil international des musées en 1971 ; une charte en fixe les objectifs et les spécificités le 4 mars 1981.
Selon eux, le rôle de l’écomusée est multiple : fédérer localement la population autour d'un projet, transformer les habitants en acteurs et usagers de leur propre patrimoine, développer une base de données pour et par la communauté et favoriser les discussions, rencontres et initiatives.
Outils interdisciplinaires de conservation et de transmission de la mémoire, les écomusées prennent une part active à la vie de la société : ils favorisent le débat et la confrontation des points de vue. La participation de la population est un de leurs principes fondateurs.

### Dans le monde
Il existe, selon le Conseil international des musées, plus de 300 écomusées dans le monde. Au moins 200 sont en Europe, principalement en France, Suisse ou Belgique. La Chine, l'Inde, le Brésil et le Canada ont ouvert et développé de nombreux sites en lien avec les populations et territoires locaux[réf. nécessaire].
Hors de l'espace francophone, on peut rencontrer la notion d’open-air museum (« musée en plein air »). Elle est très proche de celle d'écomusée. Au niveau européen, tous les écomusées et espaces affiliés sont fédérés sous l'appellation Association of European Open-Air Museums (AEOM), dirigée par la Suédoise Katarina Frost.

## Liste par continents et pays

### Afrique, Amérique
- Afrique
  - Maroc
    - Écomusée berbère de la vallée de l'Ourika

- Amérique
  - Brésil
    - Ecomusée du Quarteirão Cultural do Matadouro à Rio de Janeiro.

  - Canada
    - Écomusée d'arvida au Saguenay
    - Écomusée du fier monde à Montréal
    - Écomuseum à Sainte-Anne-de-Bellevue
    - Grange Adolphe-Gagnon à Saint-Fabien
    - Village historique acadien à Bertrand

  - États-Unis
    - Parc d'État d'Oil Creek dans le comté de Venango (Pennsylvanie)

### Europe(hors France)

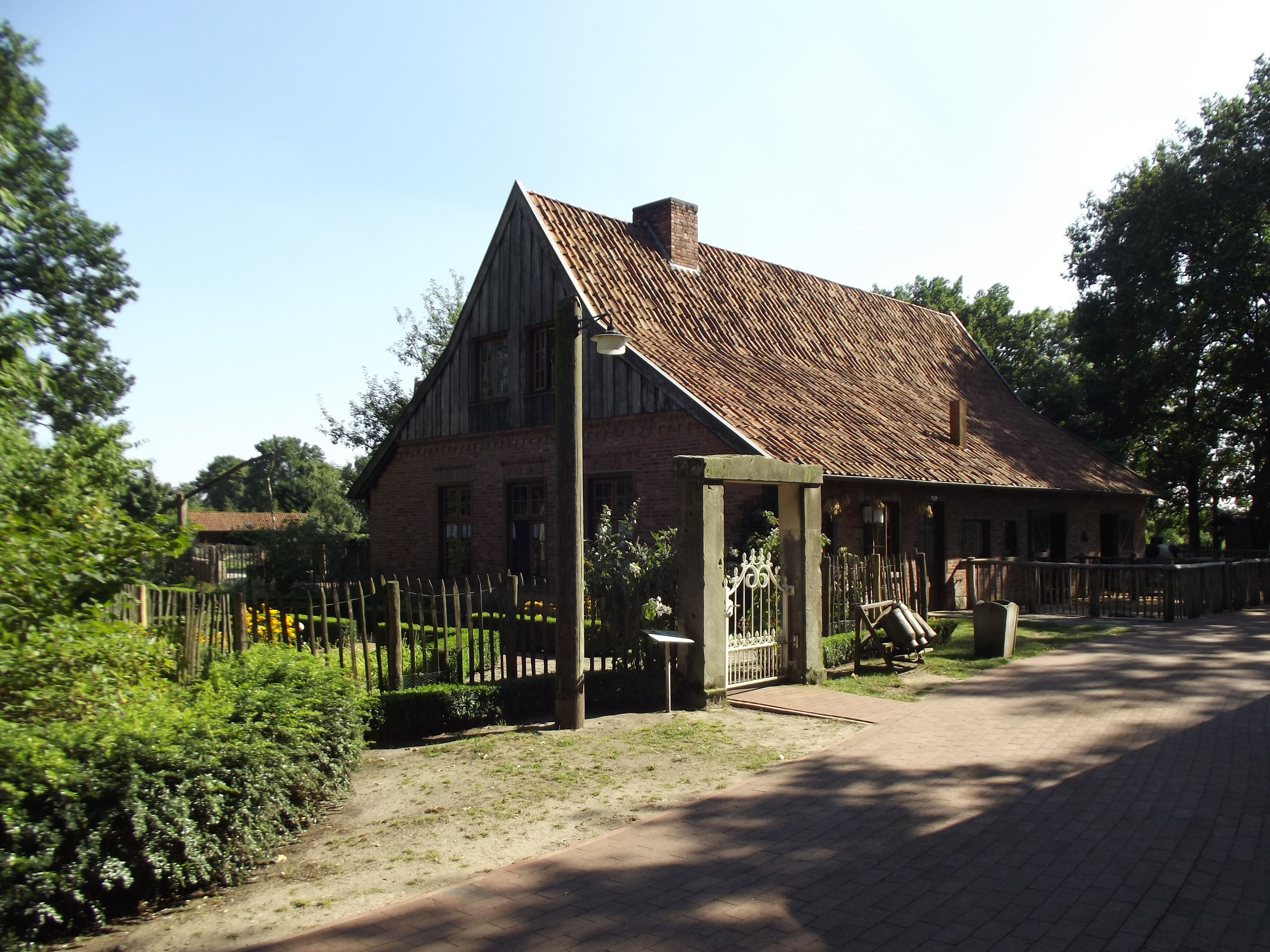
Vechtehof à Nordhorn (Allemagne).
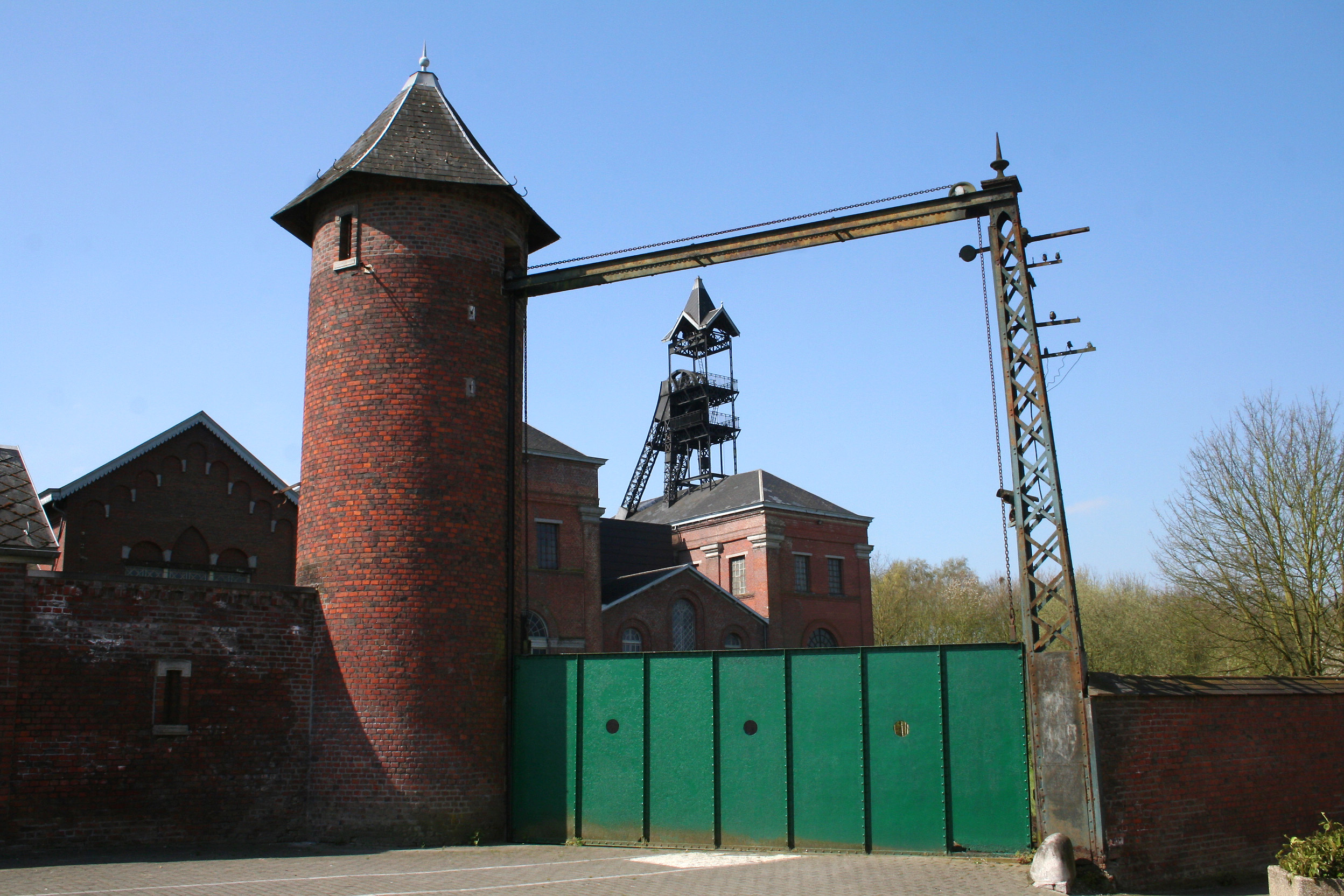
Vue d'une des portes guillotines et du châssis, Houdeng-Aimeries (Belgique).

- Allemagne
  - Écomusée Roscheider Hof à Konz
  - Musée régional du Brunswick à Brunswick
  - Musée de plein air Vogtsbauernhof à Gutach (Schwarzwaldbahn)
- Autriche
  - Château d'Asparn à Asparn an der Zaya.
- Belgique
  - Domaine provincial de Bokrijk
  - Écomusée de Lahamaide
  - Fourneau Saint-Michel à Saint-Hubert
  - Écomusée de Ben-Ahin à Huy
  - Écomusée du Viroin à Treignes
  - Écomusée du Bois-du-Luc à Houdeng-Aimeries (La Louvière)
  - Musée des oiseaux de la ligue Braille à Bruxelles
- Danemark
  - Den Gamle By à Aarhus
- Espagne
  - Écomusée-Farinière de Castelló d'Empúries à Castelló d'Empúries
  - Museo-cuevas del Sacromonte à Grenade
- Islande
  - Musée de la ferme d'Árbær à Reykjavik
- Luxembourg
  - Musée national des mines de fer à Rumelange
- Pays Bas
  - Écomusée des Pays-Bas à Arnhem
- Pologne
  - Musée-parc ethnographique des Cachoubes à Wdzydze Kiszewskie
- Roumanie
  - Musée du village roumain à Bucarest
- Suisse
  - Musée d'ethnographie de Neuchâtel
  - Musée du fer et du chemin de fer à Vallorbe
  - Espace horloger de la Vallée de Joux à Le Sentier
  - Musée alpin suisse à Berne

### France
Il existe un regroupement national des écomusées au sein de la Fédération des écomusées et des musées de société (FEMS).

#### Auvergne-Rhône-Alpes

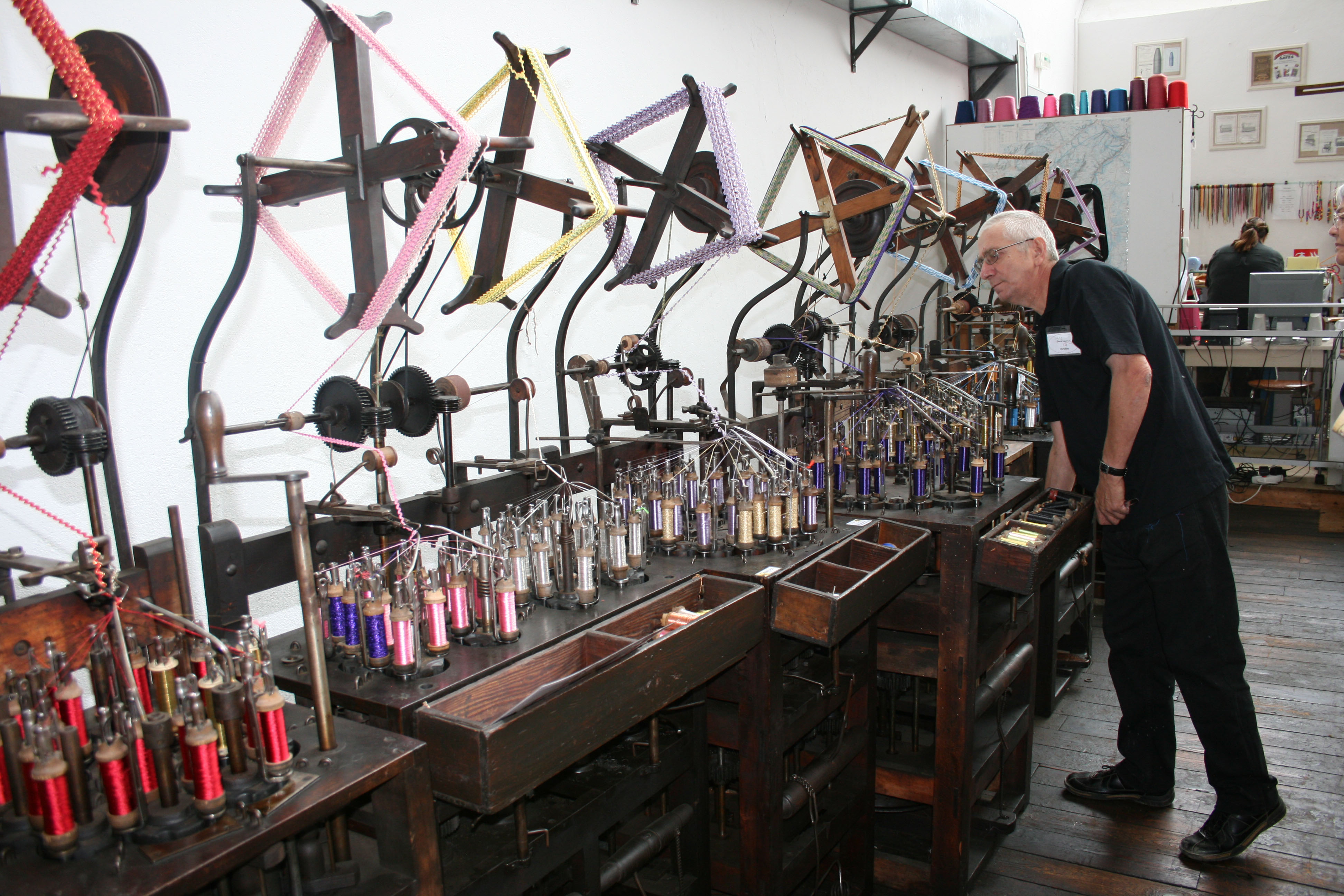
Maison des tresses et lacets dans la Loire.

- Maison des pays de Bresse à Saint-Étienne-du-Bois (Ain)
- Écomusée de Margeride Haute-Auvergne à Ruynes-en-Margeride (Cantal)
- Maison de la Mémoire du Royans (musée) à Rochechinard (Drôme)[10]
- Musée du couvent des Carmes à Beauvoir-en-Royans (Drôme)[11]
- Musée de la Noix : Le Grand Séchoir à Vinay (Isère)[12]
- Écomusée de la Gare des Ramières à Allex (Drôme)[13]
- Maison des tresses et lacets à La Terrasse-sur-Dorlay (Loire)
- Écomusée des Monts du Forez à Usson-en-Forez (Loire)[14]
- Écomusée La Ferme Perrel à Moudeyres (Haute-Loire)[15]
- Écomusée du Haut-Beaujolais à Thizy (Rhône)[16]
- Écomusée de Chaponnay (Rhône)
- Écomusée du Lac d'Annecy à Sevrier (Haute-Savoie)[17]
- Écomusée Paysalp à Viuz-en-Sallaz (Haute-Savoie)[18]
- Écomusée la ferme du Clos Parchet à Samoëns (Haute-Savoie)[19]
- Musée régional de la Vigne et du Vin à Montmélian (Savoie)[20]
- Écomusée de la combe de Savoie à Grésy-sur-Isère (Savoie)
- Écomusée de Hauteluce (Savoie)[21]
- Musée d'art et d'histoire de Conflans (Savoie).

#### Bourgogne-Franche-Comté
- Écomusée du Morvan, réseau muséal au cœur du territoire du Morvan, répartie sur les 4 départements de la Bourgogne, comprenant :
  - la Maison du Seigle à Ménessaire (Côte-d'Or)
  - la Maison de l'élevage et du Charolais à Moulins-Engilbert (Nièvre)
  - la Maison des Hommes et des paysages à Saint-Brisson (Nièvre)
  - la Maison des enfants de l'Assistance publique et des nourrices à Alligny-en-Morvan (Nièvre)
  - la Maison des Galvachers et la Maison du Patrimoine oral à Anost (Saône-et-Loire)
  - la Maison Vauban à Saint-Léger-Vauban (Yonne)
- Musée des Maisons comtoises à Nancray (Doubs)
- Maison Michaud à Chapelle-des-Bois (Doubs)
- Baraques du 14 de la forêt de Chaux à La Vieille-Loye (Jura)
- Écomusée du pays de la cerise à Fougerolles (Haute-Saône)
- Musée départemental de la montagne à Château-Lambert (Haute-Saône)
- Écomusée de la Bresse bourguignonne à Pierre-de-Bresse (Saône-et-Loire)
- Écomusée du Creusot-Montceau au Creusot (Saône-et-Loire), premier écomusée créé en France
- Musée paysan de Bourgogne nivernaise[22] - Association la Raijoire à La Celle-sur-Loire (Nièvre)

#### Bretagne
- Écomusée Le Village Breton de Plouigneau (Finistère) retraçant 100 ans de vie rurale dans le Trégor sur 8 000 m2
- Écomusée de Plouguerneau et du pays Pagan (Finistère)
- Écomusée de la Meunerie à Daoulas (Finistère)
- Écomusée des Monts d'Arrée : les moulins de Kerouat à Commana et la maison Cornec à Saint-Rivoal (Finistère)
- Écomusée du Niou, sur l'île d'Ouessant (Finistère)
- Écomusée du pays de Rennes à Rennes (Ille-et-Vilaine)
- Écomusée du pays de Brocéliande à Montfort-sur-Meu (Ille-et-Vilaine)
- Écomusée de Saint-Dégan, à Brec'h : la vie paysanne en pays d'Auray (Morbihan)
- Écomusée de l'île de Groix : pêche au thon (Morbihan)
- Écomusée industriel des Forges d'Inzinzac-Lochrist (Morbihan)
- Écomusée des vieux métiers à Lizio (Morbihan)
- Village de l'an Mil à Melrand (Morbihan).

#### Centre-Val de Loire
- Écomusée des vignerons et des artisans drouais à Dreux (Eure-et-Loir)
- Écomusée de la Vallée de l'Aigre à La Ferté-Villeneuil (Eure-et-Loir)
- Écomusée du Véron (Indre-et-Loire)
- Musée du Compagnonnage à Tours (Indre-et-Loire)
- Maison des étangs à Saint-Viâtre (Loir-et-Cher)
- Écomusée de la Brenne à Le Blanc, Indre : Parc Naturel de la Brenne

#### Corse
- Écomusée du fortin de l'étang de Biguglia sur la commune de Furiani (Haute-Corse)

#### Grand Est
- Écomusée de la forêt d'Orient (Aube)

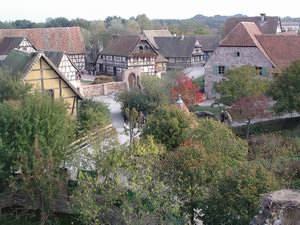
Écomusée d'Alsace à Ungersheim.

- Maison de l'outil et de la pensée ouvrière à Troyes (Aube)
- Musée au fil du papier à Pont-à-Mousson (Meurthe-et-Moselle)
- Écomusée des mines de fer de Lorraine à Neufchef et Aumetz (Moselle)
- La mine, musée du carreau Wendel à Petite-Rosselle (Moselle)
- Parc de la Maison Alsacienne à Reichstett (Bas-Rhin)
- Maison rurale de l'Outre-Forêt à Kutzenhausen (Bas-Rhin)
- Écomusée d'Alsace à Ungersheim (Haut-Rhin)
- Écomusée vosgien de la brasserie à Ville-sur-Illon (Vosges).

#### Hauts-de-France

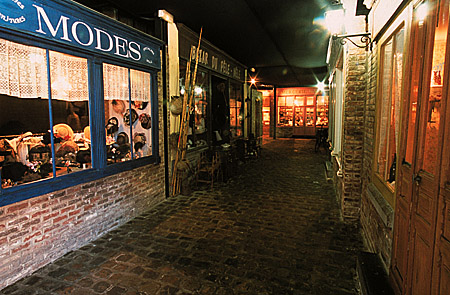
Écomusée de Fourmies-Trélon.

- Écomusée de l'Avesnois à Fourmies (Nord)
- Écomusée du Bommelaers-Wall[23] à Ghyvelde (Nord)
- Musée portuaire de Dunkerque à Dunkerque (Nord)
- Musée de plein air de Villeneuve d'Ascq à Villeneuve-d'Ascq (Nord)
- Centre historique minier à Lewarde (Nord)
- Écomusée de Saint-Valery-sur-Somme (Somme)
- Écomusée d'Eaucourt-sur-Somme - le Temps des bâtisseurs (Somme)
- Écomusée Aux racines de la vie rurale à Ledringhem (Nord)

#### Île-de-France
- Écomusée - Ferme du Coulevrain à Savigny-le-Temple (Seine-et-Marne)
- Écomusée de Saint-Quentin-en-Yvelines (Yvelines)
- Écomusée du Grand-Orly Seine Bièvre, situé à Fresnes (Val-de-Marne)
- Musée du Vexin français à Théméricourt (Val-d'Oise)

#### Normandie

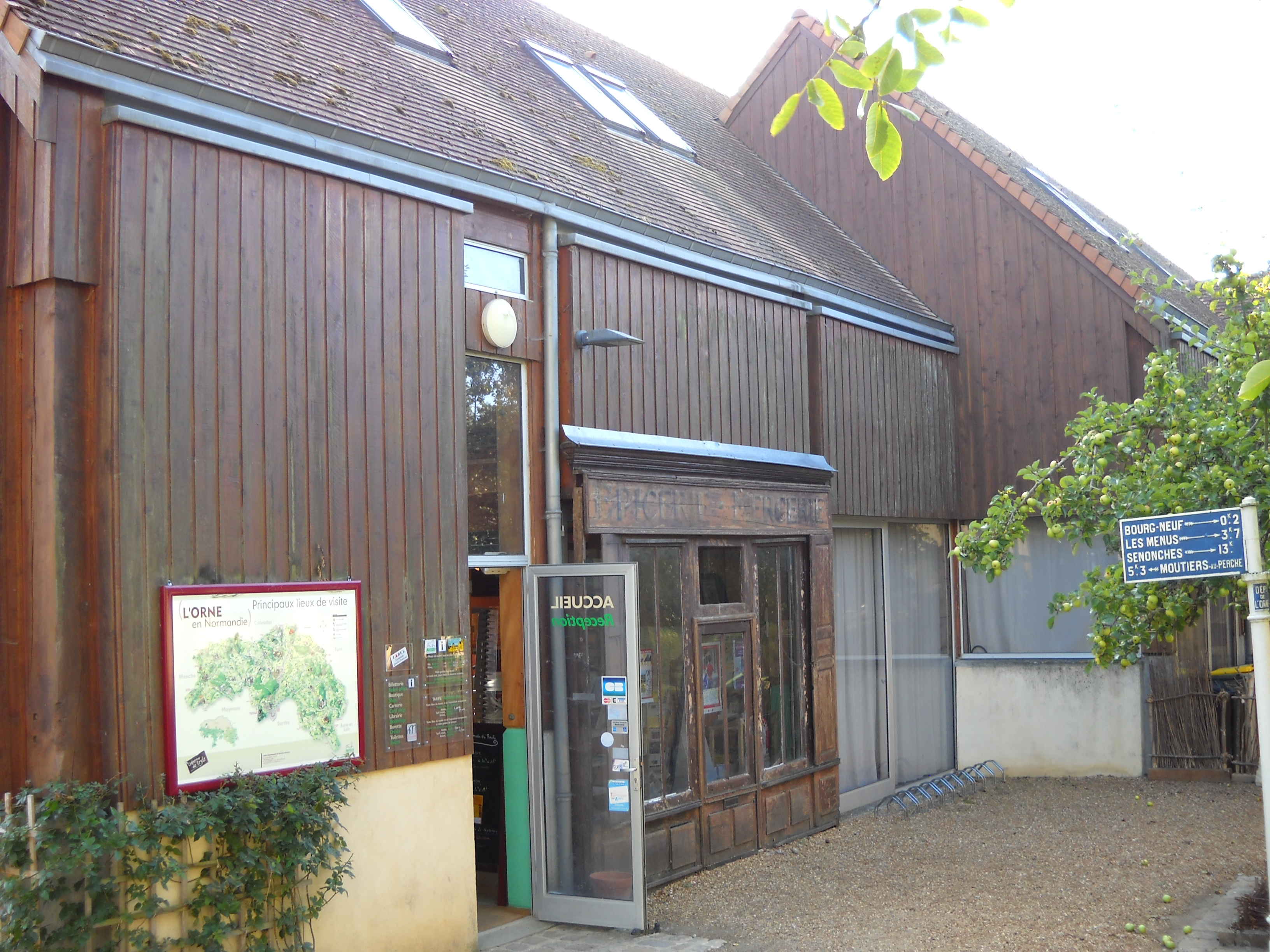
Écomusée du Perche, à Saint-Cyr-la-Rosière, dans l'Orne.

- Écomusée de l'abeille au Vey (Calvados)
- Musée de Normandie à Caen (Calvados)
- Musée de l'agglomération à Elbeuf (Eure)
- Maison des marais à Marchésieux (Manche)
- Écomusée du moulin de la Sée maison de l'eau et de la rivière à Brouains (Manche)
- Musée du Vieux Granville à Granville (Manche)
- Musée du bocage normand à Saint-Lô (Manche)
- Musée maritime de l'Île Tatihou à Saint-Vaast-la-Hougue (Manche)
- Écomusée de la baie du mont Saint-Michel à Vains (Manche)
- Écomusée du Perche à Saint-Cyr-la-Rosière (Orne)
- Écomusée de la pomme au calvados au Sap (Orne)
- Musée industriel de la corderie Vallois à Notre-Dame-de-Bondeville (Seine-Maritime)
- Musée des traditions et arts normands à Martainville-Épreville (Seine-Maritime)
- Musée de l'horlogerie à Saint-Nicolas-d'Aliermont (Seine-Maritime)

#### Nouvelle-Aquitaine
- Écomusée du cognac à Migron (Charente-Maritime)
- Écomusée du marais salant de l'Ile de Ré à Loix (Charente-Maritime)
- Moulin des Loges à Saint-Just-Luzac (Charente-Maritime)
- Musée des Alambics - Écomusée du Hameau de Pirelonge à Saint-Romain-de-Benet (Charente-Maritime)
- Le Port des Salines à Le Grand-Village-Plage (Charente-Maritime)
- Musée de Meymac-près-Bordeaux à Meymac (Corrèze)
- Écomusée Tuilerie de Pouligny à Chéniers (Creuse)
- Écomusée de la noix à Castelnaud la chapelle (Dordogne)
- Parc du Bournat au Bugue (Dordogne)
- Écomusée de la truffe à Sorges (Dordogne)
- Écomusée de la pêche et de la mer à Capbreton (Landes)
- Écomusée du Libournais à Montagne, Saint-Émilion, Puynormand (Gironde)[24]
- Écomusée du maraîchage à Eysines (Gironde)
- Écomusée de la Grande Lande de Marquèze à Sabres (Landes)
- Écomusée basque à Saint-Jean-de-Luz (Pyrénées-Atlantiques)
- Écomusée du Montmorillonnais à Saulgé (Vienne).

#### Occitanie
- Écomusée d'Alzen à Alzen (Ariège)
- Écomusée de la Bazadaise à Roquetaillade (Aude)
- Écomusée du Moulin à Saint-Béat (Haute-Garonne)
- Écomusée de la vie d'autrefois à Puisserguier (Hérault)
- Écomusée du mont Lozère au Pont-de-Montvert (Lozère)
- Écomusée Ferme Caussenarde d'Autrefois à Hures la Parade - Causse Méjean (Lozère)
- Musée de Cerdagne à Sainte-Léocadie (Pyrénées-Orientales)
- Musée de la vie paysanne en Haut-Languedoc à Nages (Tarn)
- Maison de Payrac à Nages (Tarn).

#### Pays de la Loire
- Écomusée de Saint-Nazaire (Loire-Atlantique)
- Écomusée du marais vendéen - Le Daviaud à La Barre-de-Monts (Vendée)
- Écomusée de la bourrine du Bois-Juquaud à Saint-Hilaire-de-Riez (Vendée)

#### Provence-Alpes-Côte d'Azur
- Écomusée l'Olivier : Le Don de la Méditerranée à Volx (Alpes-de-Haute-Provence)
- Écomusée de la vigne et du vin à Pierrevert (Alpes-de-Haute-Provence)
- Maison intercommunale de la géologie à Barles (Alpes-de-Haute-Provence)
- Écomusée de la montagne de Lure à l'Hospitalet (Alpes-de-Haute-Provence)
- Écomusée du Champsaur, avec 5 maisons à thème (Hautes-Alpes)
- Écomusée du cheminot Veynois, à Veynes (Hautes-Alpes)
- Écomusée du pays de la Roudoule (Alpes-Maritimes)
- Écomusée de La Gaude (Alpes-Maritimes)
- Écomusée du haut-pays et des transports à Breil-sur-Roya (Alpes-Maritimes)
- Écomusée de la Crau à Saint-Martin-de-Crau (Bouches-du-Rhône)
- Écomusée du santon et écomusée du Monde Souterrain à Fontaine-de-Vaucluse (Vaucluse)
- Écomusée de La Javie (Alpes-de-Haute-Provence)
- Écomusée du verre à Biot (Alpes-Maritimes).

#### Franced'outre-mer
- Écomusée de Marie-Galante à Grand-Bourg (Guadeloupe)
- Écomusée créole Art à Sainte Rose (Guadeloupe)
- Écomusée municipal d'Approuague-Kaw à Régina (Guyane)
- Écomusée de Montsinéry-Tonnegrande à Montsinéry-Tonnegrande (Guyane)
- Écomusée de Martinique à Rivière-Pilote (Martinique)
- Écomusée Au bon roi Louis à Saint-Philippe (La Réunion)
- Écomusée de Salazie à Hell-Bourg (La Réunion)